# Festival Internacional de Cinema d'Odessa

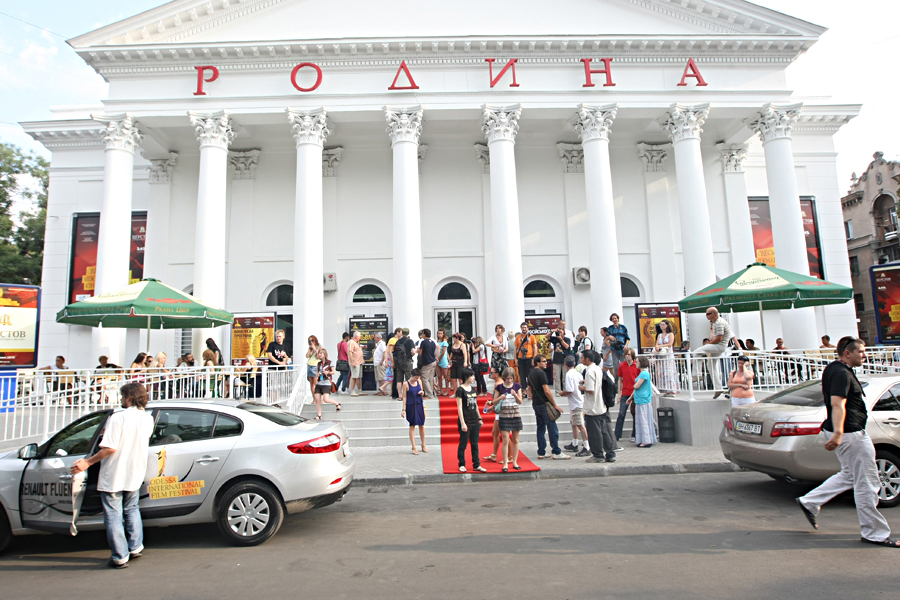
Festival Internacional de Cinema d'Odessa (20/06/2010)

El Festival Internacional de Cinema d'Odessa (ucraïnès: Оде́ський міжнаро́дний кінофестива́ль) és un festival de cinema anual que se celebra a mitjans de juliol a Odessa, Ucraïna. La primera edició va tenir lloc el juliol de 2010.
Durant els dos primers anys, el festival es va posicionar com un festival de cinema per a un públic amb un sentit de l'humor especial. Més tard va ampliar el seu àmbit i es va afirmar com a festival per a les grans distribucions cinematogràfiques, i pel·lícules d'alt nivell artístic, pensades per a un públic ampli.
Des del 2016 el programa del festival consta de tres parts: concurs internacional, concurs nacional i concurs de documentals europeus. El concurs nacional es divideix en llargmetratges i curtmetratges.
La presidenta actual del festival és Viktória Tiguipko, que te com a parella el viceministre del govern d'Ucraïna.

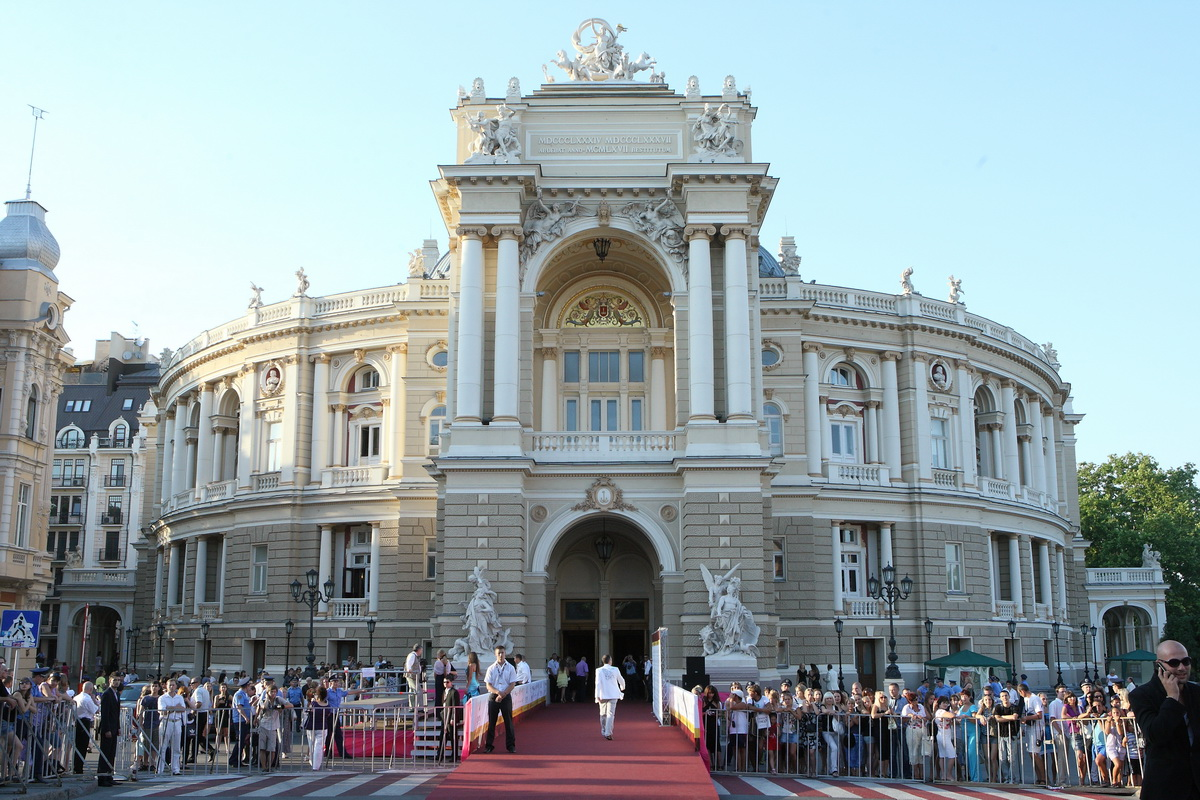
"Catifa vermella" FICO prop de l'Òpera d'Odessa

## Història
El primer Festival Internacional de Cinema d'Odessa (OIFF) -en anglès. i FICO en català, es va celebrar del 16 al 24 de juliol de 2010. En el marc del festival es va organitzar el programa competitiu de 16 llargmetratges. En total, es van presentar més de 100 pel·lícules a les projeccions competitives i no competitives del festival. Durant els dos primers anys, el cinema Rodina es va fer servir com a seu principal del festival i també com a centre en el qual tenien lloc les projeccions competitives i tots els esdeveniments principals del festival.
L'any 2011, el dia de cloenda, el Festival de Cinema d'Odessa va rebre un premi de la comunitat internacional de periodistes: l'Associació de Premsa Estrangera de Hollywood (HFPA), que atorga el Globus d'Or. El guardó honorífic del festival va ser lliurat pel membre de l'HFPA Gabriel Lerman.
A partir del 2012, la seu principal del concurs és el Teatre d'Opera i Ballet d'Odessa amb 1.260 localitats. El cinema Rodina continua sent un centre de festivals, que acull projeccions del programa competitiu nacional d'Ucraïna, programes no competitius i retrospectives, així com tallers. Aquest any el festival va afegir un altre programa de competició: el Concurs Nacional d'Ucraïna, en el qual el jurat decideix el premi a la millor pel·lícula ucraïnesa.
El primer festival va comptar amb la participació de més de 40 mil espectadors. L'any següent, aquesta xifra va augmentar fins als 70 mil. En el tercer FICO del 2012, les projeccions van comptar amb la presència d'uns 100.000 espectadors, uns 4.500 convidats i 700 representants acreditats dels mitjans de comunicació. El públic de les cerimònies d'obertura i clausura va ser d'uns 3 milions de persones, el programa va incloure 85 pel·lícules de 40 països.
La quarta edició del FICO va tenir lloc del 12 al 20 de juliol de 2013. Entre les innovacions hi havia l'establiment d'un nou premi al millor curtmetratge ucraïnès, i també va tenir lloc una retrospectiva de les pel·lícules de Serguei Paradjànov.
Durant l'edició del FICO 2015 es va programar el visionat de la pel·lícula guanyadora del Festival de Venècia 1942 Odessa en flames de Carmine Gallone, considerada com una de les obres mestres del cinema europeu durant la Segona Guerra Mundial. Els experts la creien perduda per sempre fins que el 2005 una còpia va ser descoberta als arxius de Cinecittà. Els organitzadors del festival asseguraven que la projecció de la pel·lícula mostra al públic com un mateix esdeveniment pot ser interpretat de manera diferent per cadascuna de les parts d'un conflicte.
Des del 2016, el festival disposa d'una sala de vídeo on es poden veure pel·lícules de programes de competició. Durant l'edició del FICO 2017 el premi "Duc Daurat" a la millor contribució cinematogràfica va ser per l'actriu Isabelle Huppert i la directora Agnieszka Holland. En l'edició del 2018, va anar a les actrius Ada Rogovtseva i Jacqueline Bisset. A la desena edició del FICO, els guanyadors del premi van ser el director d'escena i cinema britànic Mike Leigh i l'actriu Catherine Deneuve. A més, durant el 10è aniversari del fesitval del 2019 es van presentar dues estatuetes d'honor a l'Estudi de cinema d'Odessa amb motiu del seu cent aniversari, i al famós satíric Mikhaïl Jvanetski, que és un convidat habitual i amic del festival.

## Organització
A partir del 2019, la gestió del festival es coordinada per l'equip format per: Viktória Tiguipko (presidenta); Iulia Sinkevitx (productora general); Iulia Xarko (directora administrativa); Anna Màtxukh (directora de desenvolupament empresarial) i Oleksandr Kholodenko (director executiu).
Les cerimònies d'obertura i clausura, així com la tradicional catifa vermella del FICO se celebren al Teatre de l'Òpera i Ballet d'Odessa, un dels monuments arquitectònics més famosos d'Ucraïna. El festival compta amb un jurat internacional que avalua el Programa de Competició Internacional i atorga els premis a la millor pel·lícula, millor director i millor interpretació.
Les projeccions del festival cobreixen tres escenaris principals: el Palau del Festival, el Centre de Festivals del Cinema Rodina d'Odessa i el Teatre Verd Stella Artois. Així mateix, des del 2019, el Cinema Multiplex s'ha convertit en un dels recintes del festival.

## Estructura del festival

### Programa de competició
El festival té tres programes de competició: el Programa de Concurs Internacional de Llargmetratges, el Programa de Concurs Nacional i el Concurs de Cinema Documental Europeu.
El Programa de Competició Internacional selecciona nous llargmetratges acabats després de l'1 de gener de l'any en curs, i les estrenes de les quals encara no s'han fet al territori d'Ucraïna en el moment de l'inici del festival. La selecció de pel·lícules la realitza un comitè de selecció, i el criteri principal és una pel·lícula d'alt nivell artístic, pensada per a un públic ampli, que és el concepte principal del programa de competició internacional. Es seleccionen pel concurs nous llargmetratges rodats entre l'1 de gener de l'any anterior i que encara no s'han projectat a Ucraïna.
El Concurs Nacional inclou curtmetratges i llargmetratges ucraïnesos acabats després de l'1 de gener de l'any anterior. El format recomanat per l'exhibició de les cintes és una pel·lícula (35 mm) o digital (DCP).

### Jurat
Les pel·lícules del programa del concurs són avaluades per un jurat internacional, que inclou personalitats del cinema i de la cultura, directors famosos, actors, crítics de cinema i productors de cinema. La composició del jurat la determina la direcció del festival.
De 2010 a 2012, el jurat de la Federació Internacional de Cineclubs FICC, que va atorgar el seu propi premi Don Quixot, així com el Jurat Nacional de Crítics de Cinema. El jurat "Laboratori Ucraïnès" (Premi Mikola Xustov a la millor pel·lícula ucraïnesa). es va donar a través d'un jurat internacional. Des del 2016 un jurat europeu l tria la millor pel·lícula documental.

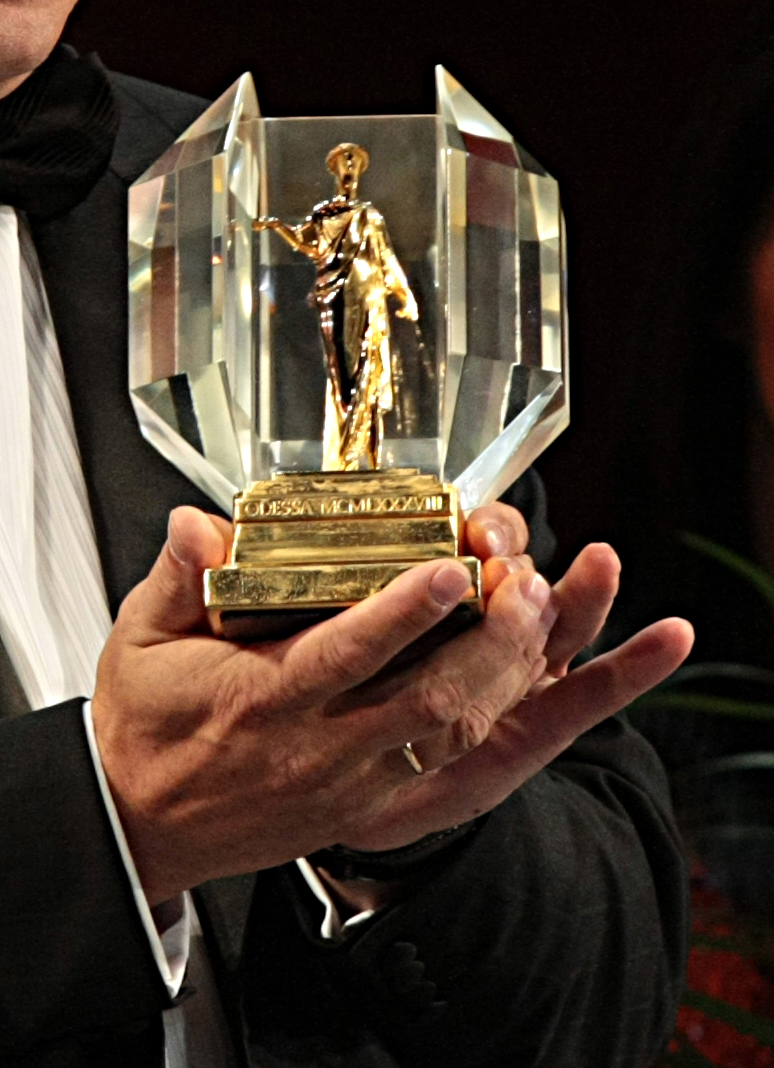
Premi Duc Daurat del Festival Internacional de Cinema d'Odessa

Des de l'any 2016, el festival compta amb direrents jurats segons el tipus de competició: Jurat del Programa de Competició Internacional, el Jurat del Programa de Competició Nacional, el Jurat del Concurs de Cinema Documental Europeu i el Jurat de la Federació Internacional de Premsa Cinematogràfica (FIPRESCI). Dins de la secció professional, el Jurat de Pitching i Work in Progress.

### Premis
El premi principal del festival és la figura coneguda com a El Duc Daurat', una versió actualitzada del premi homònim creat pel conegut escultor d'Odessa Mikhailo Reva per al festival de cinema Duc Daurat a Odessa el 1988. Durant els dos primers anys, el premi principal del Festival de Cinema d'Odessa es va atorgar a partir de la decisió del jurat. Des del 2012, el Gran Premi del Festival s'atorga segons els resultats de la votació del públic.
El Gran Premi, el principal premi del Festival de Cinema d'Odessa, una estatueta del Duc d'Or i un premi monetari de 10.000 euros, s'atorga al director de la pel·lícula pels resultats de la votació del públic. El 2019, es va presentar el Premi Elecció del Públic del Programa Nacional de Competició, el guanyador del qual també es determina mitjançant la votació del públic 
El Jurat Internacional atorga premis en les següents categories (es poden presentar dos premis especials addicionals)
- Millor pel·lícula (un premi monetari de 5.000 euros i estatueta ("El Duc d'Or")
- Millor director (un premi monetari de 3.000 euros i estatueta "El Duc d'Or")
- Millor actor/actriu (un premi monetari de 2.000 EUR, i estatueta "El Duc d'Or" a l'actor/actriu)
- Gran Prix a la millor pel·lícula votada pel públic amb un premi de 10.000 EUR.

El jurat nacional de la crítica de cinema lliura els premis en les següents categories:
- Millor llargmetratge ucraïnès (un premi monetari de 100.000 UAH i l'estatueta "El Duc d'or")
- Millor curtmetratge ucraïnès (un premi monetari de 50.000 UAH i estatueta "El Duc d'or")
- Millor director ucraïnès (un premi monetari de 60.000 UAH i estatueta "El Duc d'or")
- Millor actor/actriu nacional (un premi monetari de 50.000 UAH i estatueta "El Duc d'or")

## Programa no competitiu

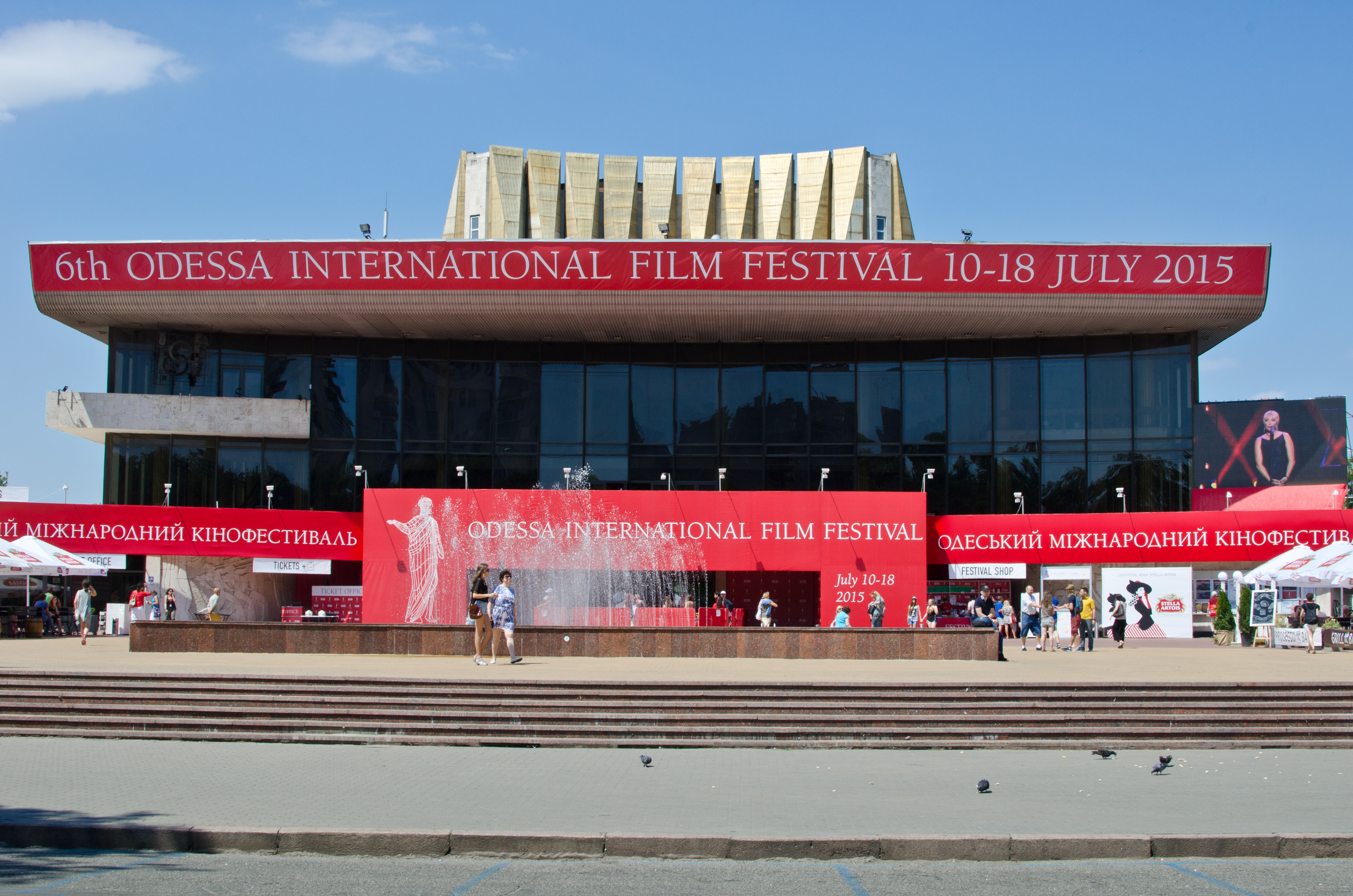
Edifici del Palau del Teatre de Musical d'Odessa, principal espai del FICO (Arquitectes: Henrikh Topuz, enginyer– A. Liubovskyi.)

El programa no competitiu segueix una estructura similar a molts esdeveniments cinematogràfics. Les pel·lícules projectades inclouen els últims èxits de festivals mundials, retrospectives i estrenes exclusives (secció "Gala Premieres") de les obres d'art cinematogràfic més destacades que es mostren en la categoria de "Projeccions especials". Aquesta part del programa també inclou projeccions d'obres de cinematografia nacional i seccions com "El panorama francès", "Nou cinema rus", "Odesa Focus", "Retrospectiva d'Ucraïna", "Independents".
En el marc del FICO, també s'està desenvolupant una escola de cinema on s'hi donen una sèrie de classes magistrals impartides per convidats famosos per a estudiants de la indústria cinematogràfica i amants del cinema. El segon festival també va tenir una direcció didàctica: tallers per a un nombre limitat de guionistes, que van ser preseleccionats al concurs de guió. En el tercer festival de 2012, l'Escola de Crítics de Cinema va funcionar dins de l'escola de cinema.
Més tard, al FICO van aparèixer noves iniciatives per als professionals del cinema com el mercat de cinema d'estiu i d'hivern, la presentació de projectes finalitzats i projectes en desenvolupament ("Work in progress") i també projectes de sèrie. ("Series de l'Est").

## Escales Potemkin a l'aire lliure

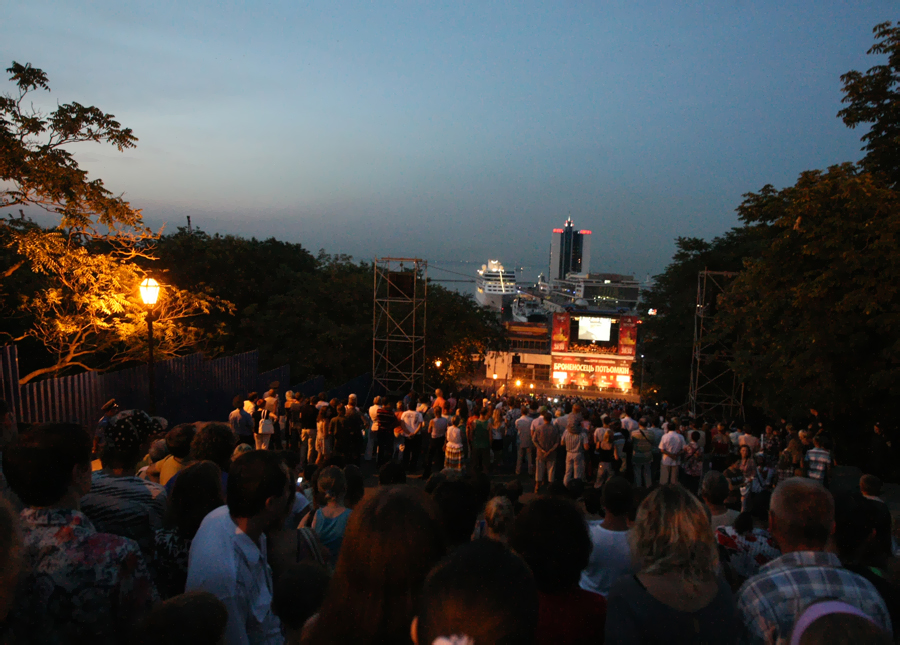
Concert de cinema El cuirassat Potemkin a les escales de Potemkin com a part del Primer Festival de Cinema d'Odesa-2010

El més destacat de tots els esdeveniments del festival són les seves projeccions a l'aire lliure a les escales de Potemkin, que es transformen en un lloc de projecció per les nits. Durant el primer FICO, multituds d'espectadors es van meravellar amb l'obra mestra de Serguei Eisenstein El cuirassat Potemkin amb l'acompanyament d'una orquestra simfònica en directe. Aquest gran afer va marcar el to per a posteriors esdeveniments a l'aire lliure del festival. El mateix 2011, les escales de Potemkin, de nou amb una orquestra simfònica completa, van acollir l'obra mestra de Fritz Lang de 1927 Metropolis per a la qual més de dos mil espectadors es van reunir a les escales.
L'any 2012, en el tercer festival, a les escales de Potemkin, l'orquestra simfònica va acompanyar la projecció de City Lights de Charles Chaplin, que va ser presentat al públic per la seva filla, l'actriu Geraldine Chaplin. El 2013 es va projectar el poema cinematogràfic Sunrise: A Song of Two Humans de Friedrich Murnau. La pel·lícula d'Alfred Hitchcock Blackmail es va projectar a les escales de Potemkin com a part del 5è FICO. Al festival de 2014, es va fer una recaptació de fons per al director ucraïnès Oleh Sentsov, condemnat il·legalment i empresonat a Rússia. Durant el 6è FICO, l'any 2015, es va projectar la pel·lícula Txelovek s kinoapparàtom (L'Home amb la camera) de Dziga Vértov, i el 2016 – Sherlock Holmes d'Arthur Berthelet amb la música de Donald Sosin acompanyat d'una orquestra simfònica. Durant el 8è FICO les escales de Potemkin van projectar la pel·lícula de 1930 de Julien Duvivier Au bonheur des dames basada en la novel·la Au Bonheur des Dames d'Émile Zola. L'espectacle va ser acompanyat per la música del compositor canadenc Gabriel Thibodeau, les parts vocals van ser interpretades per la solista Sophie Fournier.
El segon FICO va oferir al públic un altre espai a l'aire lliure: el Langeronovskiy Descent, on es projectaven pel·lícules nocturnes per al públic sota el cel nocturn. Des de l'any 2017, en lloc de Langeronovskiy Descent, les projeccions van tenir lloc al Teatre Verd d'Odesa al parc Xevtxenko.
L'any 2019, amb motiu de l'aniversari del festival, es van fer dues actuacions a l'aire lliure a les escales de Potemkin. El 13 de juliol, la pel·lícula de culte The Cossacks (1928) produïda per MGM i dirigida per Clarence Brown i George Hill, es va mostrar al públic a les escales de Potemkin. El 19 de juliol, els convidats del FICO van veure l'òpera musical única de Vladislav Troїtski Stairs to.... Aquest espectacle va ser creat expressament per a l'aniversari del Festival Internacional de Cinema d'Odessa. Les projeccions a l'aire lliure també esperaven el públic al Teatre Verd, en particular, el 6è dia del festival de cinema, es va projectar una pel·lícula alemanya, un clàssic del cinema mut, El gabinet del Dr. Caligari de Robert Wiene.

## Esdeveniments professionals
Oficina de la indústria cinematogràfica (Pitch/Work in progress)
La secció de l'Oficina de la Indústria Cinematogràfica es va establir com a plataforma de comunicació professional, suport i desenvolupament de projectes de la industria i el cinema ucraïnesos, així com per a la presentació de la indústria cinematogràfica del país a la comunitat internacional de distribuidors, seleccionadors de festivals, empreses especialitzades, productors i directors, actors, guionistes i altres professionals del cinema.
La secció inclou el pitching o presentació de projectes de llargmetratges que es troben en fase de preproducció, així com presentacions de projectes Work in Progress, llargmetratges en fase final de producció, programats per a la projecció audiovisual.
Mercat de cinema (hivern i estiu)
El FICOT també celebra dos mercats de cinema a l'any: a l'hivern i a l'estiu. El Mercat de Cinema d'Odessa és una plataforma de comunicació professional per a distribuïdors, representants de cinemes, estudis i empreses que ofereixen serveis de lloguer i altres. El 2017-2018, Anna Machukh va començar a gestionar aqueset mercat de cinema professional.

## Escola d'Estiu de Cinema
El programa Escola d'Estiu de Cinema es va establir per a estudiants d'escoles de cinema i altres tipus centres que cursen estudis en les arts del cinema. Durant el dia, el Teatre U-Cinema, propietat de l'Estudi de cinema d'Odessa, serveix com a fòrum de classes magistrals organitzades per als membres de l'Escola de Cinema d'Estiu. Les conferències i els debats estan dirigits per professionals de la indústria cinematogràfica mundial, convidats del festival. Al vespre, aquest i altres teatres serveixen com a escenaris de projecció del programa del festival.
En el transcurs del primer FICO es van impartir classes magistrals els actors Rutger Hauer i John Malkovich, Jerzy Stuhr; directors Krzysztof Zanussi, Otar Ioseliani, Vadim Perelman, Kira Muratova, Darren Aronofsky, Christian Petzold, Jos Stelling i Aleksander Mitta; i l'expert en cinema Naum Kleiman. L'any 2016 es van celebrar per darrer cop els educatius amb aquest nom a la 7a edició dels FICO. Actualment el festival organitza també classes magistrals i altres reunions entre creatius.

## Crítica
Crítica al caràcter prorus del festival
Formalment, el festival es posiciona com a "ucraïnès", tot i que alguns crítics de cinema l'han acusat anteriorment de ser "prorus". Per exemple, al 2n FICO, la majoria de les cintes del festival eren amb subtítols en rus, però des del 2014 el departament de programes del festival ha abandonat els subtítols en rus, deixant els subtítols exclusivament en ucraïnès i anglès.
Geng Jun, el director de Free and Easy que va participar en un programa competitiu el 2018, va dir: "Durant la presentació de la meva pel·lícula, vaig parar atenció als subtítols ucraïnesos i vaig sentir un gran plaer. Si la pel·lícula també es tradueix a l'ucraïnès, serà increïble". Descrivint els resultats del 2n FICO (2011), Valentyna Klymenko, es va posicionar en contra la subtitulació al diari "Ukrayina Moloda" ("Jove Ucraïna")
El director i fundador de l'Ucraïna Film Club, professor de Lingüística de la Universitat de Colúmbia (EUA) Yuri Xevtxuk, durant la 6a edició del FICO, en el seu article "Odesa International Film Festival: a parade of Russian glamour" a la revista Telekrytyka es qüestionava l'"ucraïnisme" del festival de cinema, criticant el domini del rus i assenyalant que només esdevenint ucraïnès en la forma i el contingut, el Festival d'Odessa esdevindrà realment internacional. Més tard, en un comentari a Hromadske Radio, Shevchuk va assenyalar la manca d'autoconsciència fa que s'impulsi el caràcter rus del festival.
Comentari del president del festival sobre la "guerra civil a Ucraïna"
Durant l'obertura del 8è FICO (2017), la presidenta i cofundadora, Viktoria Tigipko, va esmentar la "guerra civil a Ucraïna". La reacció del públic ucraïnès davant d'aquesta declaració va ser extremadament negativa, i més tard molts ucraïnesos van utilitzar les xarxes socials per expressar la seva indignació pels comentaris de Tigipko als convidats estrangers sobre la "guerra civil a Ucraïna". Més tard, Tigipko va declarar que les seves paraules eren "interpretades fora de context" i que només estava intentant utilitzar una terminologia familiar per als convidats estrangers del festival.

## Guanyadors

### Guanyadors del Festival Internacional de Cinema d'Odessa
2010 – Gran Premi del Festival – Duc d'Or a la millor pel·lícula – Minors under 16..., dirigit per Andrei Kavun ( Rússia).
2011 – Gran Premi del Festival – Duc d'Or a la millor pel·lícula – Tomboy (Dir. Céline Sciamma,  França).
2012 – Gran Premi del Festivall – Duc d'Or a la millor pel·lícula – Broken (Dir. Rufus Norris,  Gran Bretanya).
2013 – Gran Premi del Festival – Duc d'Or a la millor pel·lícula – The Geographer Drank His Globe Away (Dir. Aleksandr Veledinski,  Rússia).
2014 – Gran Premi del Festival – Duc d'Or a la millor pel·lícula – Zero Motivation (Dir. Talya Lavie,  Israel).
2015 – Gran Premi del Festival – Duc d'Or a la millor pel·lícula – Mustang (Dir. Deniz Gamze Ergüven,  França,  Turquia,  Alemanya,  Qatar).
2016 – Gran Premi del Festival – Duc d'Or a la millor pel·lícula – Burn Burn Burn (Dir. Chanya Button,  Gran Bretanya).
2017 – Gran Premi del Festival – Duc d'Or a la millor pel·lícula – King of the Belgians (Dir. Peter Brosens, Jessica Woodworth,  Bèlgica,  Països Baixos,  Bulgària).
2018 – Gran Premi del Festival – Duc d'Or a la millor pel·lícula – Crystal Swan (Dir. Darya Zhuk,  Belarús)
2019 – Gran Premi del Festival – Duc d'Or a la millor pel·lícula – Homeward (Dir. Nariman Aliev,  Ucraïna), "And Then We Danced" (Dir. Levan Akin,  Geòrgia)
2020 – Gran Premi del Festival – Duc d'Or a la millor pel·lícula – Viktor Robot (Dir. Anatoli Lavrenixin,  Ucraïna)
2021 – Gran Premi del Festival – Duc d'Or a la millor pel·lícula – Stop-Zemlia (Dir. Katerina Gornostai,  Ucraïna)